# 東経93度線
東経93度線（とうけい93どせん）は、本初子午線面から東へ93度の角度を成す経線である。北極点から北極海、アジア、インド洋、南極海、南極大陸を通過して南極点までを結ぶ。
東経93度線は、西経87度線と共に大円を形成する。

## 通過する地域一覧
東経93度線は、北極点から南極点まで南に向かって以下の場所を通っている。
| 地理座標                                             | 国土・領土・領海 | 備考                                                                                  |
| ---------------------------------------------------- | ---------------- | ------------------------------------------------------------------------------------- |
| 北緯90度0分 東経93度0分 / 北緯90.000度 東経93.000度  | 北極海           |                                                                                       |
| 北緯80度50分 東経93度0分 / 北緯80.833度 東経93.000度 | ロシア           | コムソモレツ島、ピオネール島、十月革命島、セドフ群島（セヴェルナヤ・ゼムリャ諸島）    |
| 北緯79度24分 東経93度0分 / 北緯79.400度 東経93.000度 | カラ海           |                                                                                       |
| 北緯76度3分 東経93度0分 / 北緯76.050度 東経93.000度  | ロシア           |                                                                                       |
| 北緯50度47分 東経93度0分 / 北緯50.783度 東経93.000度 | モンゴル         | 約11km                                                                                |
| 北緯50度41分 東経93度0分 / 北緯50.683度 東経93.000度 | ロシア           | 約10km                                                                                |
| 北緯50度36分 東経93度0分 / 北緯50.600度 東経93.000度 | モンゴル         |                                                                                       |
| 北緯45度1分 東経93度0分 / 北緯45.017度 東経93.000度  | 中華人民共和国   | 新疆ウイグル自治区 甘粛省 青海省 チベット自治区                                       |
| 北緯28度15分 東経93度0分 / 北緯28.250度 東経93.000度 | インド           | アルナーチャル・プラデーシュ州（ 中華人民共和国が領有権を主張） アッサム州 ミゾラム州 |
| 北緯22度4分 東経93度0分 / 北緯22.067度 東経93.000度  | ミャンマー       |                                                                                       |
| 北緯19度54分 東経93度0分 / 北緯19.900度 東経93.000度 | インド洋         | ベンガル湾                                                                            |
| 北緯13度40分 東経93度0分 / 北緯13.667度 東経93.000度 | インド           | 北アンダマン島、リッチー群島（英語版）（アンダマン諸島）                              |
| 北緯11度56分 東経93度0分 / 北緯11.933度 東経93.000度 | インド洋         | カールニコバル島（英語版）とテレッサ島（英語版）（ インド・ニコバル諸島）の間を通過   |
| 南緯60度0分 東経93度0分 / 南緯60.000度 東経93.000度  | 南極海           | ドリガルスキー島（英語版）（ オーストラリアが領有権主張）のすぐ東を通過               |
| 南緯66度33分 東経93度0分 / 南緯66.550度 東経93.000度 | 南極大陸         | オーストラリア南極領土（ オーストラリアが領有権主張）                                 |